# Phrynopus kotosh
Phrynopus kotosh es una especie de anfibio anuro de la familia Craugastoridae.

## Distribución geográfica
Esta especie es endémica de la provincia de Huánuco en la región de Huánuco en Perú. Habita cerca de Huancapallac a unos 2950 m de altitud.

## Descripción
Los machos miden de 14.6 a 17.4 mm y las hembras de 23.2 a 26.2 mm.

## Etimología
Esta especie lleva su nombre en referencia a la cultura Kotosh.

## Publicación original
- Lehr, 2007 : New eleutherodactyline frogs (Leptodactylidae: Pristimantis, Phrynopus) from Peru. Bulletin of the Museum of Comparative Zoology, vol. 159, n.º 2, p. 145-178[5]